# Sturnira bakeri
Sturnira bakeri is een vleermuis uit de familie van de bladneusvleermuizen van de Nieuwe Wereld (Phyllostomidae). 

## Voorkomen
Sturnira bakeri werd in 2004 voor het eerst waargenomen in het Reserva Militar Arenillas in de provincie El Oro in het zuidwesten van Ecuador. De wetenschappelijke beschrijving volgde in 2014. In volgende jaren bleek de soort ook in het noordwesten van Peru en in het zuidwesten van Colombia voor te komen. Sturnira bakeri leeft in droogbos en plantages.

## Kenmerken
Sturnira bakeri is een middelgrote geelschoudervleermuis van 63 tot 65 centimeter lang en circa 21 gram zwaar. De korte, wollige vacht is vaalbruin van kleur op de rug en vaalgrijs gekleurd op de buikzijde.